# Beatyfikowani i kanonizowani przez Leona XIII
Beatyfikowani i kanonizowani przez Leona XIII – święci i błogosławieni wyniesieni na ołtarze w czasie pontyfikatu Leona XIII.

## III rok pontyfikatu
| Wyniesieni na ołtarze                   | Data beatyfikacji    | Data kanonizacji |
| 1880                                    | 1880                 | 1880             |
| --------------------------------------- | -------------------- | ---------------- |
| Jan z Alwerni (zatwierdzenie kultu)     | data nieznana        | —                |
| Idzi z Laurenzany (zatwierdzenie kultu) | 27 czerwca 1880(dts) | —                |

## IV rok pontyfikatu
10 marca 1881
- Bł. Gandulf z Binasco (zatwierdzenie kultu)

14 lipca 1881
- Bł. Urban II (zatwierdzenie kultu)
- Bł. Bertrand z Garrigue (zatwierdzenie kultu)

8 grudnia 1881
- Św. Benedykt Józef Labre
- Św. Klara z Montefalco
- Św. Jan Chrzciciel de Rossi
- Św. Wawrzyniec z Brindisi

## V rok pontyfikatu
15 stycznia 1882
- Bł. Alfons de Orozco

22 stycznia 1882
- Bł. Karol z Sezze

29 stycznia 1882
- Bł. Humilis z Bisignano

## VI rok pontyfikatu
1883
- Bł. Adalbero z Würzburga (zatwierdzenie kultu)
- Bł. Karol I Dobry (zatwierdzenie kultu)
- Bł. Anicius Manlius Severinus Boethius (zatwierdzenie kultu)

## IX rok pontyfikatu
29 grudnia 1886
- Bł. Aleksander Briant (zatwierdzenie kultu)
- Bł. Augustyn Webster (zatwierdzenie kultu)
- Bł. Edmund Campion (zatwierdzenie kultu)
- Bł. Jan Fisher (zatwierdzenie kultu)
- Bł. Jan Houghton (zatwierdzenie kultu)
- Bł. Jan Payne (zatwierdzenie kultu)
- Bł. Jan Stone (zatwierdzenie kultu)
- Bł. Kutbert Mayne (zatwierdzenie kultu)
- Bł. Łukasz Kirby (zatwierdzenie kultu)
- Bł. Robert Lawrence (zatwierdzenie kultu)
- Bł. Rudolf Sherwin (zatwierdzenie kultu)
- Bł. Ryszard Reynolds (zatwierdzenie kultu)
- Bł. Tomasz More (zatwierdzenie kultu)
- Bł. Małgorzata Pole i 40 Towarzyszy męczenników Anglii i Walii[1](zatwierdzenie kultu):
  - Bł. Edward Powell (zatwierdzenie kultu)
  - Bł. Everard Hanse (zatwierdzenie kultu)
  - Bł. German Gardiner (zatwierdzenie kultu)
  - Bł. Jakub Thompson (zatwierdzenie kultu)
  - Bł. Jakub Walworth (zatwierdzenie kultu)
  - Bł. Jan Davy (zatwierdzenie kultu)
  - Bł. Jan Felton (zatwierdzenie kultu)
  - Bł. Jan Forest (zatwierdzenie kultu)
  - Bł. Jan Haile (zatwierdzenie kultu)
  - Bł. Jan Larke (zatwierdzenie kultu)
  - Bł. Jan Nelson (zatwierdzenie kultu)
  - Bł. Jan Rochester (zatwierdzenie kultu)
  - Bł. Jan Shert (zatwierdzenie kultu)
  - Bł. Jan Storey (zatwierdzenie kultu)
  - Bł. Onufry Middlemore (zatwierdzenie kultu)
  - Bł. Robert Johnson (zatwierdzenie kultu)
  - Bł. Robert Salt (zatwierdzenie kultu)
  - Bł. Ryszard Bere (zatwierdzenie kultu)
  - Bł. Ryszard Featherstone (zatwierdzenie kultu)
  - Bł. Ryszard Kirkman (zatwierdzenie kultu)
  - Bł. Ryszard Thirkeld (zatwierdzenie kultu)
  - Bł. Sebastian Newdigate (zatwierdzenie kultu)
  - Bł. Tomasz Abel (zatwierdzenie kultu)
  - Bł. Tomasz Ford (zatwierdzenie kultu)
  - Bł. Tomasz Green (zatwierdzenie kultu)
  - Bł. Tomasz Johnson (zatwierdzenie kultu)
  - Bł. Tomasz Reding (zatwierdzenie kultu)
  - Bł. Tomasz Scryven (zatwierdzenie kultu)
  - Bł. Tomasz Cottam (zatwierdzenie kultu)
  - Bł. Tomasz Plumtree (zatwierdzenie kultu)
  - Bł. Tomasz Sherwood (zatwierdzenie kultu)
  - Bł. Tomasz Woodhouse (zatwierdzenie kultu)
  - Bł. Walter Pierson (zatwierdzenie kultu)
  - Bł. Wawrzyniec Richardson (zatwierdzenie kultu)
  - Bł. Wilhelm Exmew (zatwierdzenie kultu)
  - Bł. Wilhelm Filby (zatwierdzenie kultu)
  - Bł. Wilhelm Greenwood (zatwierdzenie kultu)
  - Bł. Wilhelm Hart (zatwierdzenie kultu)
  - Bł. Wilhelm Horne (zatwierdzenie kultu)
  - Bł. Wilhelm Lacey (zatwierdzenie kultu)

## X rok pontyfikatu
23 lipca 1887
- Bł. Wiktor III

## XI rok pontyfikatu
15 stycznia 1888
- Św. Alfons Rodríguez
- Św. Jan Berchmans
- Św. Piotr Klawer
- Św. Siedmiu Założycieli Zakonu Serwitów NMP:
  - Św. Aleksy Falconieri
  - Św. Bartłomiej Amidei
  - Św. Benedykt Antella
  - Św. Buonfiglio Monaldi
  - Św. Gerardino Sostegni
  - Św. Hugo Lippi-Uguccioni
  - Św. Jan Buonagiunta Monetti

22 stycznia 1888
- Bł. Ludwik Maria Grignion de Montfort

29 stycznia 1888
- Bł. Klemens Maria Hofbauer

5 lutego 1888
- Bł. Idzi Maria od św. Józefa

12 lutego 1888
- Bł. Feliks z Nikozji

19 lutego 1888
- Bł. Jan Chrzciciel de la Salle

26 lutego 1888
- Bł. Józefa Maria z Benigánim

8 sierpnia 1888
- Bł. Diana Andalo (zatwierdzenie kultu)

20 grudnia 1888
- Bł. Angelus z Furci (zatwierdzenie kultu)

## XII rok pontyfikatu
1889
- Bł. Guerricus (zatwierdzenie kultu)

6 czerwca 1889
- Bł. Gratia z Kotoru (zatwierdzenie kultu)
- Bł. Mikołaj Tavelić (zatwierdzenie kultu)

10 listopada 1889
- Bł. Jan Gabriel Perboyre

17 listopada 1889
- Bł. Piotr Chanel

## XIII rok pontyfikatu
1890
- Bł. Gemma z Goriano Sicoli (zatwierdzenie kultu)
- Bł. Baptysta Spagnoli

26 stycznia 1890
- Bł. Pompiliusz Maria Pirrotti[2]

9 lutego 1890
- Bł. Jan Juwenalis Ancina

14 marca 1890
- Św. Ludwina z Schiedam (zatwierdzenie kultu)

23 lipca 1890
- Bł. Krzysztof Macassoli (zatwierdzenie kultu)

## XIV rok pontyfikatu
11 marca 1891
- Bł. Anioł z Foligno (zatwierdzenie kultu)

## XV rok pontyfikatu
4 września 1892
- Bł. Agnellus z Pizy (zatwierdzenie kultu)

## XVI rok pontyfikatu
1893
- Św. Piotr z Cava dei Tirreni (zatwierdzenie kultu)
- Bł. Alferiusz (zatwierdzenie kultu)

22 stycznia 1893
- Bł. Franciszek Ksawery Bianchi[3]

29 stycznia 1893
- Bł. Gerard Majella

12 marca 1893
- Bł. Leopold z Gaiche

16 kwietnia 1893
- Bł. Antoni Baldinucci

30 kwietnia 1893
- Męczennicy z Salsette:
  - Bł. Rudolf Acquaviva
  - Bł. Franciszek Aranha
  - Bł. Piotr Berno
  - Bł. Antoni Francisco
  - Bł. Alfons Pacheco

14 maja 1893
- Bł. Franciszek Diaz
- Bł. Franciszek Serrano
- Bł. Joachim Royo
- Bł. Jan Alcober
- Bł. Piotr Sans i Yordà

## XVII rok pontyfikatu
1894
- Bł. męczennicy z Thany:
  - Bł. Jakub z Padwy (zatwierdzenie kultu)
  - Bł. Tomasz z Tolentino (zatwierdzenie kultu)

4 kwietnia 1894
- Bł. Jan z Ávili

22 kwietnia 1894
- Bł. Dydak z Kadyksu

23 lipca 1894
- Bł. Idesbald z Dunes (zatwierdzenie kultu)

## XVIII rok pontyfikatu
11 lutego 1895
- Bł. Joanna z Tuluzy (zatwierdzenie kultu)

13 maja 1895
- Bł. Hugo Faringdon i 8 Towarzyszy męczenników Anglii i Walii[1] (zatwierdzenie kultu)
  - Bł. Adrian Fortescue (zatwierdzenie kultu)
  - Bł. Jan Beche (zatwierdzenie kultu)
  - Bł. Jan Eynon (zatwierdzenie kultu)
  - Bł. Jan Rugg (zatwierdzenie kultu)
  - Bł. Jan Thorne (zatwierdzenie kultu)
  - Bł. Roger James (zatwierdzenie kultu)
  - Bł. Ryszard Whiting (zatwierdzenie kultu)
  - Bł. Tomasz Percy (zatwierdzenie kultu)

10 czerwca 1895
- Bł. Jakub z Cerqueto (zatwierdzenie kultu)

## XIX rok pontyfikatu
1896
- Bł. Tadeusz Machar (zatwierdzenie kultu)

12 stycznia 1896
- Bł. Bernardyn Realino

19 stycznia 1896
- Bł. Teofil z Corte

## XX rok pontyfikatu
27 maja 1897
- Św. Antoni Maria Zaccaria
- Św. Piotr Fourier

16 września 1897
- Bł. Hroznata z Teplej (zatwierdzenie kultu)

## XXI rok pontyfikatu
1800
- Bł. Innocenty V

## XXII rok pontyfikatu
1899
- Św. Beda Czcigodny

15 maja 1899
- Bł. Rajmund z Kapui

24 lipca 1899
- Bł. Marek Criado (zatwierdzenie kultu)

## XXIII rok pontyfikatu
1900
- Bł. Obitius (zatwierdzenie kultu)

24 maja 1900
- Św. Jan Chrzciciel de la Salle
- Św. Ryta z Cascii

27 maja 1900
- Bł. August Chapdelaine i Towarzysze:
  - Bł. Agnieszka Cao Guiying
  - Bł. Augustyn Zhao Rong
  - Bł. Franciszek Clet
  - Bł. Jan Dufresse
  - Bł. Jan z Triory
  - Bł. Joachim Hao Kaizhi
  - Bł. Józef Yuan Zaide
  - Bł. Paweł Liu Hanzuo
  - Bł. Piotr Liu Wenyuan
  - Bł. Piotr Wu Gousheng
  - Bł. Tadeusz Liu Ruiting
  - Bł. Wawrzyniec Bai Xiaoman
- Bł. męczennicy z Wietnamu
  - Bł. Andrzej Trần An Dũng
  - Bł. Andrzej Trần Văn Trông
  - Bł. Antoni Nguyễn Hữu Quỳnh
  - Bł. Antoni Nguyễn Đích
  - Bł. Augustyn Nguyễn Văn Mới
  - Bł. Augustyn Schoeffler
  - Bł. Augustyn Nguyễn Văn Mới
  - Bł. Augustyn Phan Viết Huy
  - Bł. Bernard Võ Văn Duệ
  - Bł. Dominik Bùi Văn Úy
  - Bł. Dominik Đinh Đạt
  - Bł. Dominik Henares
  - Bł. Dominik Nguyễn Văn Hạnh
  - Bł. Dominik Nguyễn Văn Xuyên
  - Bł. Dominik Trạch
  - Bł. Dominik Vũ Đình Tước
  - Bł. Emanuel Nguyễn Văn Triệu
  - Bł. Filip Phan Văn Minh
  - Bł. Franciszek Đỗ Văn Chiểu
  - Bł. Franciszek Jaccard
  - Bł. Franciszek Gagelin
  - Bł. Franciszek Ksawery Hà Trọng Mậu
  - Bł. Franciszek Ksawery Nguyễn Cần
  - Bł. Ignacy Delgado
  - Bł. Jakub Đỗ Mai Năm
  - Bł. Jan Bonnard
  - Bł. Jan Chrzciciel Cỏn
  - Bł. Jan Chrzciciel Đinh Văn Thanh
  - Bł. Jan Cornay
  - Bł. Jan Đạt
  - Bł. Józef Đặng Đình Viên
  - Bł. Józef Đỗ Quang Hiển
  - Bł. Józef Fernández
  - Bł. Józef Hoàng Lương Cảnh
  - Bł. Józef Marchand
  - Bł. Józef Nguyễn Đình Nghi
  - Bł. Józef Nguyễn Đình Uyển
  - Bł. Łukasz Vũ Bá Loan
  - Bł. Marcin Tạ Đức Thịnh
  - Bł. Marcin Thọ
  - Bł. Mateusz Lê Văn Gẫm
  - Bł. Michał Nguyễn Huy Mỹ
  - Bł. Mikołaj Bùi Đức Thể
  - Bł. Paweł Nguyễn Ngân
  - Bł. Paweł Nguyễn Văn Mỹ
  - Bł. Paweł Phạm Khắc Khoan
  - Bł. Paweł Tống Viết Bường
  - Bł. Piotr Borie
  - Bł. Piotr Lê Tuỳ
  - Bł. Piotr Nguyễn Bá Tuần
  - Bł. Piotr Nguyễn Khắc Tự
  - Bł. Piotr Nguyễn Văn Hiếu
  - Bł. Piotr Nguyễn Văn Tự
  - Bł. Piotr Trương Văn Thi
  - Bł. Piotr Trương Văn Đường
  - Bł. Piotr Vũ Đăng Khoa
  - Bł. Piotr Vũ Văn Truật
  - Bł. Stefan Nguyễn Văn Vinh
  - Bł. Szymon Phan Đắc Hoà
  - Bł. Tomasz Đinh Viết Dụ
  - Bł. Tomasz Nguyễn Văn Đệ
  - Bł. Tomasz Toán
  - Bł. Tomasz Trần Văn Thiện
  - Bł. Wincenty Đỗ Yến
  - Bł. Wincenty Nguyễn Thế Điểm

3 czerwca 1900
- Bł. Maria Magdalena Martinengo

10 czerwca 1900
- Bł. Dionizy od Narodzenia Pańskiego
- Bł. Redempt od Krzyża

23 września 1900
- Bł. Joanna de Lestonnac

30 września 1900
- Bł. Antoni Grassi

7 października 1900
- Bł. Maria Krescencja Höss

## XXIV rok pontyfikatu
13 lipca 1901
- Bł. Antoni Bonfadini (zatwierdzenie kultu)

## XXV rok pontyfikatu
1902
- Św. Eurozja (zatwierdzenie kultu)

1 maja 1902
- Bł. Ewa z Leodium (zatwierdzenie kultu)

19 sierpnia 1902
- Bł. Andrzej Abellon (zatwierdzenie kultu)

## XXVI rok pontyfikatu
1903
- Bł. Jan Righi z Fabriano (zatwierdzenie kultu)